# Тиранозавр (фільм)
«Тиранозавр» (англ. Tyrannosaur) — британський драматичний фільм 2011 року, сценариста й режисера Патріка Консідайна. Головні ролі грали Пітер Муллан, Олівія Колман, Едді Марсан, Пол Попплвелл та Саллі Кармен.

## Зміст
Джозеф (Пітер Муллан) вже далеко не молодик, як і його нова знайома Ганна (Олівія Колман). Між двома зрілими героями починає зав'язуватися щось схоже на роман, але на заваді стоять темні сторони обох. Ганна приховує деякі факти зі свого минулого, а Джозеф — просто любитель випити і хуліганити. Коли він знаходитися в стані алкогольного сп'яніння, то всі сусіди побоюються його так, немов справжній ящур юрського періоду вийшов на полювання.

## Ролі виконують
| Актор           | Роль         |
| --------------- | ------------ |
| Пітер Муллан    | Джозеф       |
| Нед Деннегі     | Томмі        |
| Джага Сангера   | -            |
| Майк Фернлі     | -            |
| Пол Конуей      | -            |
| Лі Руффорд      | -            |
| Олівія Колман   | Ганна        |
| Семюел Боттомлі | Семюел       |
| Шіан Бреккін    | мати Семюеля |
| Пол Попплуелл   | Бод          |

## Знімальна група
- Режисер — Педді Консідайн
- Сценарист — Педді Консідайн
- Продюсер — Дермід Скрімшо, Сюзанн Алізарт, Кетерін Батлер
- Композитор — Ден Бейкер, Крис Болдуин